# Eutichurus chingliputensis
Eutichurus chingliputensis är en spindelart som beskrevs av Majumder och Benoy Krishna Tikader 1991. Eutichurus chingliputensis ingår i släktet Eutichurus och familjen sporrspindlar. Inga underarter finns listade i Catalogue of Life.